# Amtsgericht Neuenkirchen
Das Amtsgericht Neuenkirchen war ein deutsches Amtsgericht mit Sitz in Neuenkirchen.

## Geschichte
Mit der Annexion Schleswig-Holsteins wurden 1867 in der nunmehr preußischen Provinz fünf Kreisgerichte und das übergeordnete Appellationsgericht Kiel eingerichtet. Als Eingangsgerichte wurden Amtsgerichte geschaffen, darunter das Amtsgericht Neuenkirchen als eines von 19 Amtsgerichten des Kreisgerichts Flensburg. Den Gerichtssprengel bildete die Kirchspiele Neuenkirchen, Aventoft, Rodenaes, Klanxbüll, Horsbüll, Emmelsbüll, dem Ruttebüller Friedrichskoog und dem neuen Friedrichskoog.
Mit dem Inkrafttreten des deutschen Gerichtsverfassungsgesetzes am 1. Oktober 1879 wurden reichsweit einheitlich Amts-, Land- und Oberlandesgerichte geschaffen. Das Amtsgericht Neuenkirchen wurde aufgehoben. Seinen Sprengel übernahm das Amtsgericht Wesselburen.